# Sint-Gummaruscollege (Lier)
Het Sint-Gummaruscollege (SGC) te Lier is een voornamelijk op het ASO toegespitste rooms-katholieke secundaire school.

## Oorsprong en evolutie
Het college werd opgericht door het aartsbisdom Mechelen tijdens de schoolstrijd van 1880. De benaming verwijst naar Gummarus van Lier. Aanvankelijk waren alle leraren priesters. Er werd begonnen met Latijn en 3 jaar moderne ("professionele"), in 1955 kwam de richting Economie erbij in 1963 Latijn-Wetenschappen en Wetenschappelijke B, in 1966 Latijn-Wiskunde en Wetenschappelijke A en in 1982 Menswetenschappen.
De gebouwen werden in de loop der jaren uitgebreid: er is sprake van een oud- en nieuwbouw. De laatste jaren kende het college echter een nooit geziene groei. In 2005 werd de zolder zelfs omgebouwd tot klaslokaal.

## Aanbod
Het Sint-Gummaruscollege biedt de meeste doorstroomrichtingen aan in vier verschillende domeinen: taal en cultuur, economie, wetenschappen/STEM en maatschappij en welzijn. Een vrij uniek gegeven in het aanbod is de richting Latijn-Grieks-Wiskunde. De school was ook een van de allereerste scholen die met richting humane wetenschappen (vroeger menswetenschappen) begon. 
Verder wordt er ook 1 volwaardige dubbele finaliteitsrichting aangeboden: Bedrijf en organisatie.
De school heeft als leuze: "Zorg om leven en leren". Hiermee wil ze aantonen dat deze school veel investeert in het de zorg om leerlingen en hen mee wil begeleiden wanneer het al eens moeilijker gaat.

## Competities
Het college meet zich graag met andere scholen op (inter-)nationale competities. Vooral de Vlaamse Wiskunde Olympiade kent een grote affiniteit vanwege het wiskunde-lerarencorps. Ze vallen ook vaak in de prijzen met de Franstalige tijdschriften Déclic en Panache.

## Unieke evenementen
Paradeskes-kermisEen jaarlijkse Vlaamse kermis die samen met het Klein College uit de Lisperstraat (lager onderwijs) georganiseerd wordt. Paradeske (Liers voor Paradijsje) is de oude benaming van de wijk nabij de school.
TheaterspeeldagEen professioneel-ogende toneel/variété-opvoering verzorgd door leerlingen en begeleidende leraren. Maandenlange voorbereidingen gaan eraan vooraf.
Multiculturele dagDe leerlingen uit het derde middelbaar bereiden gerechten uit alle hoeken van de wereld, die ze voor hun medeleerlingen te koop aanbieden. Hierbij wordt er ook aandacht geschonken aan de achterliggende cultuur van de landen in kwestie.
Model European ParliamentHet SGC neemt jaarlijks ook deel aan de editie van het MEP Vlaanderen/Noord-Brabant. In mei 2012 werd deze editie ook door de school in Lier georganiseerd. Doorheen de jaren heeft de school een sterke reputatie opgebouwd in dit simulatiespel.

## Bestuur
Het bestuur is opgedeeld in een directeur voor de 1e graad (Middenschool), een adjunct-directeur voor de 2e en de algemene directeur voor de 3e graad.

## Coördinaten
Het administratief adres is Kanunnik Davidlaan 10, Lier. De schoolgebouwen nemen echter meerdere huisnummers in beslag. Aan de achterzijde grenst het complex aan de Lierse Stadsvesten.

## Enkele bekende oud-leerlingen
- Wim Brioen[6]
- Marcel Cordemans
- Pieter Dox
- Leo De Haes
- Margot Hallemans
- Hubert Leynen
- Peter Mangel Schots
- Nick Nuyens
- Thomas Raeymaekers
- Ergün Top
- Rik Torfs[7]
- Ian Thomas [8]
- Pommelien Thijs
- Jan Van der Roost[9]
- Sven Vermant[10]
- Karel Vingerhoets
- Fatma Taspinar[11]

## Bekende leraren
- Herman Boets[12]
- Honoré Van Waeyenbergh (1924-1927)[13]